# Liste der Bodendenkmäler in Neustadt bei Coburg
Auf dieser Seite sind die Bodendenkmäler in der oberfränkischen Großen Kreisstadt Neustadt bei Coburg zusammengestellt. Diese Tabelle ist eine Teilliste der Liste der Bodendenkmäler in Bayern. Grundlage ist die Bayerische Denkmalliste, die auf Basis des Bayerischen Denkmalschutzgesetzes vom 1. Oktober 1973 erstmals erstellt wurde und seither durch das Bayerische Landesamt für Denkmalpflege geführt wird. Die folgenden Angaben ersetzen nicht die rechtsverbindliche Auskunft der Denkmalschutzbehörde.

## Bodendenkmäler der Gemeinde Neustadt bei Coburg

### Bodendenkmäler in der Gemarkung Aicha
| Lage             | Objekt                                  | Akten-Nr.     | Bild |
| ---------------- | --------------------------------------- | ------------- | ---- |
| Aicha (Standort) | Siedlung des Jung- bis Endneolithikums. | D-4-5732-0063 |      |

### Bodendenkmäler in der Gemarkung Birkig
| Lage              | Objekt | Akten-Nr.     | Bild |
| ----------------- | --- | ------------- | ---- |
| Birkig (Standort) | Turmhügel des späten Mittelalters.                                                                           | D-4-5732-0005 |      |
| Birkig (Standort) | Freilandstation des Enpaläolithikums und des Neolithikums sowie Siedlung der Urnenfelder- und Hallstattzeit. | D-4-5732-0006 |      |
| Birkig (Standort) | Siedlung vor- und frühgeschichtlicher Zeitstellung, vermutlich der Hallstattzeit.                            | D-4-5732-0007 |      |
| Birkig (Standort) | Vorgängerbau sowie Befunde der frühen Neuzeit im Bereich des ehemaligen Schlosses von Birkig.                | D-4-5732-0087 |      |

### Bodendenkmäler in der Gemarkung Brüx
| Lage            | Objekt                                                        | Akten-Nr.     | Bild |
| --------------- | ------------------------------------------------------------- | ------------- | ---- |
| Brüx (Standort) | Freilandstation des Spätpaläolithikums und des Mesolithikums. | D-4-5632-0008 |      |
| Brüx (Standort) | Freilandstation des Mesolithikums.                            | D-4-5632-0024 |      |

### Bodendenkmäler in der Gemarkung Fechheim
| Lage                | Objekt | Akten-Nr.     | Bild |
| ------------------- | --- | ------------- | ---- |
| Fechheim (Standort) | Freilandstation des Mesolithikums.                                                                                            | D-4-5732-0013 |      |
| Fechheim (Standort) | Befunde des Mittelalters und der frühen Neuzeit im Bereich der Evangelisch-Lutherischen Pfarrkirche St. Michael von Fechheim. | D-4-5732-0088 |      |

### Bodendenkmäler in der Gemarkung Fürth a.Berg
| Lage                    | Objekt | Akten-Nr.     | Bild |
| ----------------------- | --- | ------------- | ---- |
| Fürth a.Berg (Standort) | Untertägige Teile der hoch- und spätmittelalterlichen Burgruine sowie Siedlung des Neolithikums und der Hallstattzeit. | D-4-5732-0009 |      |

### Bodendenkmäler in der Gemarkung Haarbrücken
| Lage                   | Objekt                             | Akten-Nr.     | Bild |
| ---------------------- | ---------------------------------- | ------------- | ---- |
| Haarbrücken (Standort) | Freilandstation des Mesolithikums. | D-4-5632-0009 |      |

### Bodendenkmäler in der Gemarkung Horb b.Fürth a.Berg
| Lage                           | Objekt                                | Akten-Nr.     | Bild |
| ------------------------------ | ------------------------------------- | ------------- | ---- |
| Horb b.Fürth a.Berg (Standort) | Bestattungen des frühen Mittelalters. | D-4-5732-0014 |      |

### Bodendenkmäler in der Gemarkung Höhn
| Lage            | Objekt                                                    | Akten-Nr.     | Bild |
| --------------- | --------------------------------------------------------- | ------------- | ---- |
| Höhn (Standort) | Freilandstation des Paläolithikums und des Mesolithikums. | D-4-5632-0007 |      |

### Bodendenkmäler in der Gemarkung Kemmaten
| Lage                | Objekt                                              | Akten-Nr.     | Bild |
| ------------------- | --------------------------------------------------- | ------------- | ---- |
| Kemmaten (Standort) | Freilandstation des Mesolithikums.                  | D-4-5632-0010 |      |
| Kemmaten (Standort) | Freilandstation des Mesolithikums.                  | D-4-5632-0011 |      |
| Kemmaten (Standort) | Siedlung vor- und frühgeschichtlicher Zeitstellung. | D-4-5632-0025 |      |

### Bodendenkmäler in der Gemarkung Ketschenbach
| Lage                    | Objekt                                                           | Akten-Nr.     | Bild |
| ----------------------- | ---------------------------------------------------------------- | ------------- | ---- |
| Ketschenbach (Standort) | Freilandstation des Mesolithikums.                               | D-4-5632-0018 |      |
| Ketschenbach (Standort) | Freilandstation des Mesolithikums und Siedlung des Neolithikums. | D-4-5632-0019 |      |

### Bodendenkmäler in der Gemarkung Mittelwasungen
| Lage                      | Objekt                                     | Akten-Nr.     | Bild |
| ------------------------- | ------------------------------------------ | ------------- | ---- |
| Mittelwasungen (Standort) | Siedlung der älteren römischen Kaiserzeit. | D-4-5732-0056 |      |
| Mittelwasungen (Standort) | Siedlung vorgeschichtlicher Zeitstellung.  | D-4-5732-0072 |      |

### Bodendenkmäler in der Gemarkung Neustadt b.Coburg
| Lage                         | Objekt | Akten-Nr.     | Bild |
| ---------------------------- | --- | ------------- | ---- |
| Neustadt b.Coburg (Standort) | Freilandstation des Mesolithikums. | D-4-5632-0017 |      |
| Neustadt b.Coburg (Standort) | Vorgängerbau sowie Befunde des Mittelalters und der frühen Neuzeit im Bereich der Evangelisch-Lutherischen Stadtpfarrkirche St. Georg von Neustadt b. Coburg. | D-4-5632-0026 |      |
| Neustadt b.Coburg (Standort) | Vorgängerbau und Befunde der frühen Neuzeit im Bereich der Evangelisch-Lutherischen Friedhofskirche von Neustadt b. Coburg.                                   | D-4-5632-0027 |      |
| Neustadt b.Coburg (Standort) | Mittelalterliche und frühneuzeitliche Befunde im Bereich der historischen Altstadt von Neustadt b.Coburg mit Vorstädten.                                      | D-4-5632-0028 |      |

### Bodendenkmäler in der Gemarkung Neustadter Forst
| Lage                        | Objekt | Akten-Nr.     | Bild |
| --------------------------- | --- | ------------- | ---- |
| Neustadter Forst (Standort) | Höhensiedlung des Neolithikums, der Bronzezeit und der Urnenfelderzeit sowie abgegangene mittelalterliche Kapelle. | D-4-5632-0020 |      |
| Neustadter Forst (Standort) | Siedlung der Hallstattzeit.                                                                                        | D-4-5632-0021 |      |

### Bodendenkmäler in der Gemarkung Plesten
| Lage               | Objekt                       | Akten-Nr.     | Bild |
| ------------------ | ---------------------------- | ------------- | ---- |
| Plesten (Standort) | Mittelalterlicher Turmhügel. | D-4-5732-0008 |      |

### Bodendenkmäler in der Gemarkung Thann
| Lage             | Objekt                                                         | Akten-Nr.     | Bild |
| ---------------- | -------------------------------------------------------------- | ------------- | ---- |
| Thann (Standort) | Freilandstation des Mesolithikums, vorgeschichtliche Siedlung. | D-4-5632-0012 |      |

### Bodendenkmäler in der Gemarkung Unterwasungen
| Lage                     | Objekt                            | Akten-Nr.     | Bild |
| ------------------------ | --------------------------------- | ------------- | ---- |
| Unterwasungen (Standort) | Siedlung der jüngeren Latènezeit. | D-4-5732-0061 |      |

### Bodendenkmäler in der Gemarkung Wellmersdorf
| Lage                    | Objekt | Akten-Nr.     | Bild |
| ----------------------- | --- | ------------- | ---- |
| Wellmersdorf (Standort) | Archäologische Befunde und Funde sowie untertägige Teile einer ehemaligen Wallfahrtskapelle mit Nebenbauten des 16. Jahrhunderts. | D-4-5632-0022 |      |

### Bodendenkmäler in der Gemarkung Wildenheid
| Lage                  | Objekt | Akten-Nr.     | Bild |
| --------------------- | --- | ------------- | ---- |
| Wildenheid (Standort) | Befunde des Mittelalters und der frühen Neuzeit im Bereich des ehemaligen Unteren Schlosses von Wildenheid. | D-4-5632-0033 |      |